# Oconahua
Oconahua es una localidad situada en el estado de Jalisco, México. Según el censo de 2020, tiene una población de 2360 habitantes.
Es una delegación del municipio de Etzatlán. 
Se encuentra ubicada al oeste del estado de Jalisco, aproximadamente a unos 100 km de la ciudad de Guadalajara, y al noreste de la subregión de Ameca. Tiene una altitud de 1458 metros sobre el nivel del mar. Limita al norte con el Municipio de San Marcos, al sur con la Delegación de Puerta de Pericos, al este con la cabecera municipal de Etzatlán, y al oeste con la Delegación de San Rafael y Linderos de Nayarit.
Dentro de esta población se encuentra la zona arqueológica del Palacio de Ocomo, que actualmente está en proceso de rescate y restauración.

## Palacio de Ocomo
El Palacio de Ocomo es una estructura que fue construida entre el año 350 y el 900, cuando fue abandonada.
Es uno de los tecpan más grandes del México Antiguo. Es considerado el edificio más monumental de este estilo en México, por cuanto mide 1000 metros cuadrados. Es también el punto clave del posclásico temprano para entender la arqueología de gran parte de Jalisco.
La estructura principal es un patio hundido monumental –similar a muchas de las construcciones del periodo clásico mesoamericano- con 130 metros de lado y una altura aproximada de 8 metros. 
Este asentamiento pertenece a la Tradición Grillo, que habitó entre el año 450 al 900 d. C. Aunque el asentamiento prehispánico fue descubierto en la década del sesenta por el arqueólogo Phil Weigrad, los trabajos de recorridos y restauración comenzaron en el año 2008. Fue así que se definió la poligonal de protección, donde se identificaron más de 40 estructuras con diferentes funciones.

## Descripción de la localidad
Como casi todas las comunidades de Jalisco, Oconahua tiene una plaza principal. Cuenta con un único templo, la Parroquia San Miguel Arcángel.

## Cultura y tradiciones
La localidad de Oconahua, en el estado de Jalisco, se distingue por su amplia riqueza cultural, reflejada en una gran diversidad de tradiciones locales tanto de carácter religioso como social. 

### Fiestas patronales a San Miguel Arcángel
Entre las principales celebraciones del año destacan las fiestas patronales en honor a San Miguel Arcángel, que se llevan a cabo del 21 al 29 de septiembre. Durante estos días, es común la realización de peregrinaciones comunitarias, así como la celebración de sacramentos religiosos como comuniones y confirmaciones. Dos fechas adquieren especial relevancia: el 28 de septiembre, con la tradicional peregrinación de las espigas, protagonizada por los ejidatarios de Oconahua, y el 29 de septiembre, día de San Miguel, dedicado a los hijos ausentes, quienes regresan a su tierra natal para participar en los festejos. Las noches se engalanan con la clásica serenata en la plaza principal, donde se presentan grupos musicales y se celebra el tradicional baile popular. Las celebraciones también incluyen la quema de castillos pirotécnicos, el esperado toro pirotécnico con buscapiés, así como una amplia variedad de puestos de comida y bebidas alcohólicas. Hasta alrededor de las 12 de la noche, el ambiente es eminentemente familiar, con atracciones para niñas y niños como brincolines, pinturas, juegos mecánicos y espectáculos infantiles. A partir de ese horario, el tono de la fiesta suele inclinarse hacia un público más joven y festivo, con mayor consumo de alcohol y música de ambiente. Para estas fechas es muy común encontrar una gran variedad de elotes, siendo los de color morado, negro y amarillo los más populares para cocer, asar y compartir entre familiares y visitantes. La festividad representa un punto de encuentro intergeneracional que refuerza los lazos de identidad comunitaria y devoción religiosa, al tiempo que ofrece espacios de esparcimiento, tradición y convivencia.

### Mojiganga del 1 de septiembre
La Mojiganga del 1 de septiembre es una festividad popular que se celebra anualmente sin falta el día primero de septiembre,  esta tradición ha cobrado relevancia cultural y comunitaria.
La mojiganga, en su sentido tradicional, es un evento festivo que combina desfiles de muñecos gigantes elaborados en cartonería, música de banda, danzas y representaciones cómicas o satíricas. Este tipo de manifestación cultural tiene raíces en las celebraciones populares españolas del Siglo de Oro, pero con el tiempo fue adoptada y reinterpretada por las comunidades mexicanas, especialmente como parte de sus fiestas patronales y celebraciones agrícolas.
Durante la celebración del 1 de septiembre, la comunidad se reúne en torno a un ambiente de alegría y participación colectiva. La festividad se caracteriza por:
- El desfile de mojigangas o muñecos gigantes, que recorren las calles acompañados de música y comparsas.
- La distribución gratuita de elotes (maíz cocido o asado), como símbolo de abundancia y gratitud hacia la tierra.
- La realización del Concurso de la Reina del Baile, en el que jóvenes de la comunidad compiten por ser elegidas como la representante simbólica del evento, destacando por su carisma, vestimenta tradicional y habilidad en el baile.
- La participación activa de los vecinos, que se disfrazan, bailan y conviven en un ambiente familiar y festivo.

Esta celebración no solo promueve la convivencia comunitaria, sino que también preserva elementos culturales autóctonos, tales como la música tradicional, la elaboración artesanal de mojigangas y el valor simbólico del maíz dentro de la identidad mexicana.